# Arjen Robben

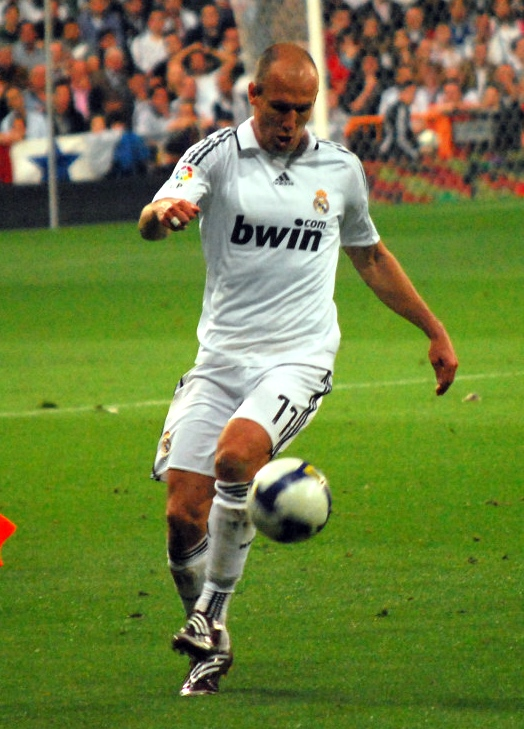
Arjen Robben w barwach Realu Madryt

Arjen Robben (ur. 23 stycznia 1984 w Bedum) – holenderski piłkarz, który występował na pozycji pomocnika. 
W latach 2003–2017 reprezentant Holandii. Srebrny medalista Mistrzostw Świata 2010 i brązowy medalista Mistrzostw Świata 2014. Uczestnik Mistrzostw Europy 2004, 2008 i 2012 oraz Mistrzostw Świata 2006.

## Kariera klubowa
Początkowo występował w FC Groningen. 3 grudnia 2000 roku zadebiutował w Eredivisie w zremisowanym 1:1 meczu z RKC Waalwijk. Pierwszego gola strzelił 11 marca 2001 w spotkaniu z AFC Ajax. W sezonach 2000/2001 i 2001/2002 regularnie występował w pierwszym zespole Groningen. W 2002 roku przeszedł do PSV Eindhoven, w którym szybko wywalczył miejsce w podstawowym składzie. W sezonie 2002/2003 w rozgrywkach holenderskiej ekstraklasy zdobył 12 bramek, przyczyniając się do zdobycia mistrzostwa kraju. Ponadto w 2003 roku wraz z PSV wywalczył Superpuchar Holandii (w meczu z Utrechtem strzelił jednego z trzech goli dla swojego zespołu). Podczas gry w PSV wykryto u niego raka jądra, którego później udało mu się wyleczyć.
Latem 2004 roku za 12 milionów funtów przeszedł do Chelsea. W Premier League zadebiutował 23 października w wygranym 4:0 meczu z Blackburn. Pierwszego gola dla Chelsea strzelił 2 listopada w spotkaniu Ligi Mistrzów z CSKA Moskwa, zapewniając swojemu zespołowi zwycięstwo 1:0. W latach 2004–2007 regularnie występował w londyńskiej drużynie, wraz z nią wywalczył m.in. dwukrotnie mistrzostwo Anglii (2005, 2006). Ponadto w 2005 roku zdobył nagrodę Bravo Award. W sierpniu 2007 roku został zawodnikiem Realu Madryt. Przez następne dwa lata regularnie występował w jego barwach w rozgrywkach Primera División. Wraz z madryckim klubem zdobył mistrzostwo kraju (2008) oraz Superpuchar Hiszpanii (2008).
Latem 2009 przeszedł do Bayernu Monachium. W nowym zespole zadebiutował 29 sierpnia w meczu z VfL Wolfsburg, w którym strzelił dwa gole i przyczynił się do zwycięstwa 3:0. W sezonie 2009/2010 wraz z Bayernem dotarł do finału Ligi Mistrzów – zagrał w nim przez pełne 90 minut, zaś niemiecki klub przegrał 0:2 z Interem Mediolan. Ponadto w 2010 roku z bawarskim zespołem został mistrzem Niemiec, zdobył puchar kraju (w finałowym spotkaniu z Werderem Brema strzelił jedną z czterech bramek) oraz Superpuchar Niemiec.
W sezonie 2011/2012 wraz ze swoim klubem dotarł ponownie do finału Ligi Mistrzów. Bayern przegrał w nim z Chelsea (1:1, k. 3:4), a on na początku dogrywki nie wykorzystał rzutu karnego – Petr Čech obronił jego strzał. Robben razem z Franckiem Ribérym poprowadził Bayern po potrójną koronę. 25 maja w Finale Ligi Mistrzów UEFA (2012/2013) przeciw Borussii Dortmund (2:1) zdobył zwycięskiego gola dla swojej drużyny pokonując w 89. minucie Romana Weidenfellera. W tym meczu zaliczył też asystę.
W maju 2019 Bayern ogłosił, że po zakończeniu sezonu Arjen Robben odejdzie z klubu. Zakończył karierę piłkarską 4 lipca 2019. 27 czerwca 2020 wznowił karierę, podpisując kontrakt ze swoim pierwszym klubem, FC Groningen. 15 lipca 2021 roku Holender ponownie zakończył swoją karierę sportową.

## Kariera reprezentacyjna
W 2001 wraz z reprezentacją do lat 20 uczestniczył w mistrzostwach świata w Argentynie. W turnieju tym był podstawowym zawodnikiem – zagrał w trzech meczach grupowych, zaś Holendrzy nie wywalczyli awansu do fazy pucharowej. W kadrze seniorskiej zadebiutował 30 kwietnia 2003 roku w zremisowanym 1:1 meczu z Portugalią. Pierwszego gola strzelił 11 października w spotkaniu z Mołdawią, przyczyniając się do zwycięstwa 5:0. W 2004 roku wystąpił w mistrzostwach Europy w Portugalii. Zagrał w czterech meczach, a w serii rzutów karnych ćwierćfinałowego spotkania ze Szwecją strzelił decydującego o zwycięstwie Holendrów gola.
W 2006 wziął udział w mistrzostwach świata w Niemczech. W turnieju tym zagrał w trzech meczach; ponadto w grupowym spotkaniu z Serbią i Czarnogórą zdobył gola, zapewniając swojej reprezentacji zwycięstwo 1:0. W 2008 uczestniczył w mistrzostwach Europy w Austrii i Szwajcarii – wystąpił w dwóch spotkaniach, a w pojedynku z Francją zdobył bramkę, przyczyniając się do wygranej 4:1. W 2010 był podstawowym zawodnikiem reprezentacji w mistrzostwach świata w RPA, w których Holendrzy zajęli drugie miejsce. W afrykańskim turnieju Robben zagrał w pięciu meczach (m.in. w przegranym 0:1 finale z Hiszpanią) i strzelił dwa gole – w spotkaniu 1/8 finału ze Słowacją (2:1) oraz w półfinałowym pojedynku z Urugwajem (3:2).
W mistrzostwach Europy w Polsce i na Ukrainie (2012), w których Holendrzy zajęli czwarte miejsce w grupie B, Robben był podstawowym zawodnikiem reprezentacji – zagrał we wszystkich trzech meczach.
Na mistrzostwach świata w Brazylii zdobył ze swoją drużyną narodową brązowy medal. Na turnieju zdobył trzy gole, a w jednym meczu zagrał z opaską kapitańską, zastępując pauzującego za dwie żółte kartki Robina van Persiego. Nieoficjalnie został laureatem tzw. Brązowej Piłki, co oznacza, że zajął trzecie miejsce w głosowaniu na MVP mistrzostw. Przegrał tylko z Lionelem Messim i Thomasem Müllerem.

## Statystyki

### Klubowe
| Klub               | Sezon              | Liga               | Liga  | Liga   | Puchar kraju | Puchar kraju | Puchar ligi | Puchar ligi | Europa | Europa | Inne  | Inne   | Suma  | Suma   |
| Klub               | Sezon              | Liga               | Mecze | Bramki | Mecze        | Bramki       | Mecze       | Bramki      | Mecze  | Bramki | Mecze | Bramki | Mecze | Bramki |
| ------------------ | ------------------ | ------------------ | ----- | ------ | ------------ | ------------ | ----------- | ----------- | ------ | ------ | ----- | ------ | ----- | ------ |
| FC Groningen       | 2000/2001          | Eredivisie         | 18    | 2      | 0            | 0            | –           | –           | –      | –      | –     | –      | 18    | 2      |
| FC Groningen       | 2001/2002          | Eredivisie         | 28    | 6      | 6            | 4            | –           | –           | –      | –      | –     | –      | 34    | 10     |
| FC Groningen       | Ogólnie            | Ogólnie            | 46    | 8      | 6            | 4            | 0           | 0           | 0      | 0      | 0     | 0      | 52    | 12     |
| PSV Eindhoven      | 2002/2003          | Eredivisie         | 33    | 12     | 3            | 0            | –           | –           | 4      | 1      | 1     | 0      | 41    | 13     |
| PSV Eindhoven      | 2003/2004          | Eredivisie         | 23    | 5      | 2            | 0            | –           | –           | 8      | 2      | 1     | 1      | 34    | 8      |
| PSV Eindhoven      | Ogólnie            | Ogólnie            | 56    | 17     | 5            | 0            | 0           | 0           | 12     | 3      | 2     | 1      | 75    | 21     |
| Chelsea            | 2004/2005          | Premier League     | 18    | 7      | 2            | 0            | 4           | 1           | 5      | 1      | –     | –      | 29    | 9      |
| Chelsea            | 2005/2006          | Premier League     | 28    | 6      | 4            | 1            | 1           | 0           | 6      | 0      | 1     | 0      | 40    | 7      |
| Chelsea            | 2006/2007          | Premier League     | 21    | 2      | 4            | 0            | 3           | 0           | 8      | 1      | 1     | 0      | 37    | 3      |
| Chelsea            | Ogólnie            | Ogólnie            | 67    | 15     | 10           | 1            | 8           | 1           | 19     | 2      | 2     | 0      | 106   | 19     |
| Real Madryt        | 2007/2008          | Primera División   | 21    | 4      | 2            | 1            | –           | –           | 5      | 0      | –     | –      | 28    | 5      |
| Real Madryt        | 2008/2009          | Primera División   | 29    | 7      | 0            | 0            | –           | –           | 6      | 1      | 2     | 0      | 37    | 8      |
| Real Madryt        | Ogólnie            | Ogólnie            | 50    | 11     | 2            | 1            | 0           | 0           | 11     | 1      | 2     | 0      | 65    | 13     |
| Bayern Monachium   | 2009/2010          | Bundesliga         | 24    | 16     | 3            | 3            | –           | –           | 10     | 4      | –     | –      | 37    | 23     |
| Bayern Monachium   | 2010/2011          | Bundesliga         | 14    | 12     | 2            | 1            | –           | –           | 2      | 0      | –     | –      | 18    | 13     |
| Bayern Monachium   | 2011/2012          | Bundesliga         | 24    | 12     | 3            | 2            | –           | –           | 9      | 5      | –     | –      | 36    | 19     |
| Bayern Monachium   | 2012/2013          | Bundesliga         | 16    | 5      | 5            | 4            | –           | –           | 9      | 4      | 1     | 0      | 31    | 13     |
| Bayern Monachium   | 2013/2014          | Bundesliga         | 28    | 11     | 5            | 4            | –           | –           | 10     | 4      | 2     | 2      | 45    | 21     |
| Bayern Monachium   | 2014/2015          | Bundesliga         | 21    | 17     | 2            | 0            | –           | –           | 7      | 2      | 0     | 0      | 30    | 19     |
| Bayern Monachium   | 2015/2016          | Bundesliga         | 15    | 4      | 3            | 0            | –           | –           | 3      | 2      | 1     | 1      | 22    | 7      |
| Bayern Monachium   | 2016/2017          | Bundesliga         | 26    | 13     | 3            | 0            | –           | –           | 8      | 3      | 0     | 0      | 37    | 16     |
| Bayern Monachium   | 2017/2018          | Bundesliga         | 21    | 5      | 4            | 2            | –           | –           | 9      | 0      | 0     | 0      | 34    | 7      |
| Bayern Monachium   | 2018/2019          | Bundesliga         | 12    | 4      | 2            | 0            | –           | –           | 4      | 2      | 1     | 0      | 19    | 6      |
| Bayern Monachium   | Ogólnie            | Ogólnie            | 201   | 99     | 32           | 16           | 0           | 0           | 71     | 26     | 5     | 3      | 309   | 144    |
| FC Groningen       | 2020/2021          | Eredivisie         | 7     | 0      | 0            | 0            | –           | –           | –      | –      | 1     | 0      | 7     | 0      |
| FC Groningen       | Ogólnie            | Ogólnie            | 7     | 0      | 0            | 0            | 0           | 0           | 0      | 0      | 1     | 0      | 8     | 0      |
| Ogólnie w karierze | Ogólnie w karierze | Ogólnie w karierze | 427   | 150    | 55           | 22           | 8           | 1           | 113    | 32     | 12    | 4      | 615   | 209    |

### Reprezentacyjne
| Reprezentacja | Rok     | Mecze | Bramki |
| ------------- | ------- | ----- | ------ |
| Holandia      |         |       |        |
| 2003          | 3       | 1     |        |
| 2004          | 8       | 2     |        |
| 2005          | 6       | 3     |        |
| 2006          | 10      | 2     |        |
| 2007          | 4       | 0     |        |
| 2008          | 6       | 2     |        |
| 2009          | 8       | 1     |        |
| 2010          | 7       | 4     |        |
| 2011          | 1       | 0     |        |
| 2012          | 10      | 2     |        |
| 2013          | 10      | 5     |        |
| 2014          | 13      | 6     |        |
| 2015          | 2       | 2     |        |
| 2016          | 1       | 1     |        |
| 2017          | 7       | 6     |        |
| Ogólnie       | Ogólnie | 96    | 37     |

## Sukcesy

### PSV Eindhoven
- Mistrzostwo Holandii: 2002/2003
- Superpuchar Holandii: 2003

### Chelsea
- Mistrzostwo Anglii: 2004/2005, 2005/2006
- Puchar Anglii: 2006/2007
- Puchar Ligi Angielskiej: 2004/2005, 2006/2007
- Tarcza Wspólnoty: 2005

### Real Madryt
- Mistrzostwo Hiszpanii: 2007/2008
- Superpuchar Hiszpanii: 2008

### Bayern Monachium
- Liga Mistrzów UEFA: 2012/2013
- Klubowe mistrzostwo świata: 2013
- Superpuchar Europy: 2013
- Mistrzostwo Niemiec: 2009/2010, 2012/2013, 2013/2014, 2014/2015, 2015/2016, 2016/2017, 2017/2018, 2018/2019
- Puchar Niemiec: 2009/2010, 2012/2013, 2013/2014, 2015/2016, 2018/2019
- Superpuchar Niemiec: 2010, 2012, 2016, 2017, 2018

### Holandia
- 2. miejsce na Mistrzostwach Świata 2010
- 3. miejsce na Mistrzostwach Świata 2014

### Indywidualne
- Wicekról strzelców Bundesligi: 2014/2015 (17 goli)[28]
- Nagroda Johan’a Cruijff’a: 2003[29]
- Bravo Award: 2005
- Drużyna roku Premier League: 2005
- Gracz roku w Niemczech: 2010
- Gracz roku według magazynu Kicker: 2010
- Brązowa Piłka Mundial 2014
- Drużyna Roku UEFA: 2011, 2014

### Rekordy
- Najskuteczniejszy holenderski zawodnik w historii Bayernu Monachium, a także drugi obcokrajowiec: 144 gole[30]